# Monarch: Legacy of Monsters
Monarch: Legacy of Monsters är en amerikansk monster-TV-serie från 2023, skapad av Chris Black och Matt Fraction. Det är den andra TV-serien i MonsterVerse-franchisen och utspelar sig efter händelserna i Godzilla från 2014.
Serien hade premiär på strömningstjänsten Apple TV+ den 17 november 2023 och består av tio avsnitt.

## Handling
Serien utspelar sig efter kampen mellan Godzilla och Titanerna, och kretsar kring två syskon som upptäcker deras fars band till den hemliga organisationen Monarch.

## Rollista i urval
- Kurt Russell – Lee Shaw
  - Wyatt Russell – Lee Shaw, som ung
- Anna Sawai – Cate Randa
- Kiersey Clemons – May
- Ren Watabe – Kentaro
- Mari Yamamoto – Keiko
- Anders Holm – Bill Randa
  - John Goodman – Bill Randa, som äldre
- Christopher Heyerdahl – General Puckett